# ウェザーニュースLiVE (番組)
『ウェザーニュースLiVE』は、ウェザーニューズの24時間動画生放送「ウェザーニュースLiVE」で配信されている気象情報番組。

## 概要
当番組はウェザーニュースLiVE・ミッドナイトと同様に通常時（M1）はキャスターは出演せず、ウェザーリポートの紹介や天気予報をスクロール表示で随時伝えられる。
異常気象時は番組を休止し、幕張テクノガーデンB館23階にあるウェザーニューズ・グローバル予報センター（通称：予報センター）から最新情報を伝える。また地震発生時（WNI分析で推定最大震度が3以上、もしくは不明の場合）は、番組を一時中断して、自動音声または気象予報士が地震情報を伝える。
MスケールがM2・M3の場合は放送が休止されたり、気象予報士が最新気象情報を伝える。また特番を放送する場合がある。
2018年4月16日よりSOLiVE24からウェザーニュースLiVEへのリニューアルに伴い、9時～10時、16時～17時、23時～24時（ただし前述のとおり23時～24時の時間帯はWEATHEROID Type A Airiが担当）を当番組の時間帯とし、番組を開始。
2018年10月17日から16時～17時の時間帯を檜山沙耶と駒木結衣が担当となった。
2018年12月1日の番組改編に伴い、9時～10時および16時～17時の時間帯は終了。ただし23時～24時の「ウェザーロイドの時間」は継続。
2019年7月8日の番組改編に伴い、キャスターのクロストークの再放送に変更。これに伴い、23時～24時の「ウェザーロイドの時間」は毎週木曜22時～23時の放送に移行。それと同時に本番組の放送時間が23時～24時に変更された。

## 放送時間の変遷
| 期間                           | 放送時間                                                 |
| ------------------------------ | -------------------------------------------------------- |
| 2018年4月16日 - 2018年11月30日 | 月曜日 - 日曜日 9:00 - 10:00 16:00 - 17:00 23:00 - 24:00 |
| 2018年12月1日 - 2019年7月7日   | 月曜日 - 日曜日 23:00 - 24:00                            |
| 2019年7月8日 -                 | 月曜日 - 日曜日 23：00 - 24：00                          |

## コーナー
- 本日の振り返りと感謝。
  - 2019年7月8日のスタジオのリニューアルから開始。
  - ウェザーニュースLiVEの各番組のキャスターのクロストークの再放送とウェザーリポートの紹介[3]。
- ウェザーニュース切り抜きライブラリー
  - 2023年10月12日から開始。
  - 視聴者が作成したウェザーニュースLiVEの番組の切り抜き動画の紹介[4]。

## 過去のコーナー
- お天気川柳[5]